# Naturwaldreservat Wolfsee
Das Naturschutzgebiet Naturwaldreservat Wolfsee liegt im Südlichen oder Vorderen Steigerwald im Stadtgebiet von Iphofen im unterfränkischen Landkreis Kitzingen.

## Geographische Lage
Das aus zwei Teilflächen bestehende Gebiet liegt südöstlich des Iphofener Dorfes Dornheim im Limpurger Forst und nordnordwestlich von Krassolzheim, einem Gemeindeteil des Marktes Sugenheim. Das Gebiet ist nach dem Wolfsee benannt, dessen Ufer an das südliche Teilgebiet angrenzt und der von einem kurzen Bach über zwei kleinere Seen nordwärts zum Gießgraben entwässert wird, welcher nordostwärts zur Bibart läuft. Im Süden zieht west-östlich nah im Wald vor Krassolzheim die Hauptwasserscheide des Steigerwaldes, im Osten des nördlichen Teilgebietes steht das Forsthaus Iphofen in einer angrenzenden Waldlichtung, im Norden zieht beim Weiler Fischhof von Iphofen die Kreisstraße KT 3 von Dornheim durchs Tal des Gießgrabens in Richtung Markt Bibart.

## Bedeutung
Das rund 76 ha große Gebiet mit der Nr. NSG-00603.01 wurde im Jahr 2001 unter Naturschutz gestellt.